# Monolitze
Eine Monolitze ist im Bauwesen eine einzelne siebendrähtige Litze aus Spannstahl, die mit Fett und einer PE-Hülle ab Werk korrosionsgeschützt ist. Sie wird für die Spannbeton-Bauweise ohne formschlüssigen Verguss der Litze verwendet. 
Typische Monolitzen haben 140 mm² bis 150 mm² Spannstahlquerschnitt und eine Zugfestigkeit von 1770 MPa oder 1860 MPa.